# William Carr
William John "Bill" Carr (ur. 17 czerwca 1876 w Gortnagrace w hrabstwie Donegal, zm. 25 marca 1942 w Filadelfii) – amerykański wioślarz pochodzenia irlandzkiego, złoty medalista olimpijski.
Wystąpił na igrzyskach olimpijskich w Paryżu w 1900, gdzie amerykańska osada Vesper Boat Club w składzie: William Carr, Harry DeBaecke, John Exley, John Geiger, Edwin Hedley, James Juvenal, Roscoe Lockwood, Edward Marsh i Louis Abell (sternik) zdobyła złoty medal w ósemkach ze sternikiem. Srebrnych medalistów, Belgów z Royal Club Nautique de Gand, Amerykanie wyprzedzili o 6 sekund.
Poza sportem pracował jako inspektor budowlany.